# Laporte (Colorado)
Laporte é uma Região censo-designada localizada no estado americano de Colorado, no Condado de Larimer.

## Demografia
Segundo o censo americano de 2000, a sua população era de 2691 habitantes.

## Geografia
De acordo com o United States Census Bureau tem uma área de
15,9 km², dos quais 15,8 km² cobertos por terra e 0,1 km² cobertos por água. Laporte localiza-se a aproximadamente 1543 m acima do nível do mar.

## Localidades na vizinhança
O diagrama seguinte representa as localidades num raio de 32 km ao redor de Laporte.